# ساندور زابو
ساندور زابو (بالمجرية: Szabó Sándor)‏ (و. 1915 – 1997 م) هو ممثل، من المجر، ولد في بودابست، توفي في بودابست، عن عمر يناهز 82 عاماً.

## جوائز
حصل على جوائز منها:
- جائزة كوشوت [الإنجليزية]‏
- جائزة جازاي ماري  [لغات أخرى]‏.

## وصلات خارجية
- شاندور سابو على موقع IMDb (الإنجليزية)
- شاندور سابو على موقع روتن توميتوز (الإنجليزية)
- شاندور سابو على موقع قاعدة بيانات برودواي على الإنترنت (الإنجليزية)
- شاندور سابو على موقع ديسكوغز (الإنجليزية)
- شاندور سابو على موقع قاعدة بيانات الفيلم (الإنجليزية)